# Hermannia confusa
Hermannia confusa är en malvaväxtart som beskrevs av Salter. Hermannia confusa ingår i släktet Hermannia och familjen malvaväxter. Inga underarter finns listade i Catalogue of Life.